# زيدة بالا (مقاطعة فومن)
زيدة بالا (بالفارسية: زیده بالا) هي قرية تقع في غيلان في إيران. يقدر عدد سكانها بـ 769 نسمة بحسب إحصاء 2016.